# Pentapetalae
En nomenclatura filogenética, las pentapétalas (Pentapetalae) son un gran grupo de eudicotiledóneas que fueron denominadas informalmente como el «núcleo de las eudicotiledóneas» (en inglés core eudicots) en algunos trabajos sobre filogenia de las angiospermas. Comprenden un grupo extremadamente amplio y diverso que reúne alrededor del 65% de la riqueza de especies de las angiospermas, con una gran variabilidad en el hábito, morfología, química, distribución geográfica y otros atributos. La sistemática clásica, basada únicamente en información morfológica, no fue capaz de reconocer este grupo. De hecho, la circunscripción de las pentapétalas como un clado está basada en una fuerte evidencia obtenida a partir de los datos de análisis moleculares de ADN.
El clado de las pentapétalas está compuesto por los órdenes Berberidopsidales —incluyendo a la familia Aextoxicaceae— Caryophyllales, Santalales y Saxifragales, las familias Dilleniaceae y Vitaceae y todos los integrantes de los clados Asteridae y Rosidae.
Los análisis filogenéticos de secuencias completas del genoma del cloroplasto han proporcionado un esquema confiable acerca de las relaciones entre los principales linajes de las pentapétalas y, asimismo, suministran un marco de referencia para la investigación de los procesos evolutivos que generaron una gran proporción de la diversidad de las angiospermas existentes. A la luz de estos resultados filogenéticos, el reto actual de los científicos especializados en esta área de la botánica consiste en la identificación de los caracteres que son exclusivos de los clados superastéridas y superrósidas y los que surgieron de forma paralela en ambos, para luego explorar sus implicaciones evolutivas.

## Descripción
Las pentapétalas presentan, como el nombre del clado deja entrever, un tipo de flor característica constituida por verticilos de cinco piezas cada uno. El perianto está conformado por un cáliz y una corola perfectamente diferenciados. Los sépalos se hallan inervados por tres o más haces vasculares —denominados trazas foliares— originados en el sistema vascular del pecíolo, mientras que los pétalos tienen solo una traza. El androceo usualmente presenta el doble de piezas que el cáliz y la corola las que se hallan dispuestas en dos verticilos. Cuando el número de estambres es mayor que el doble de piezas del perianto, los mismos se disponen en fascículos o en una espiral centrífuga.

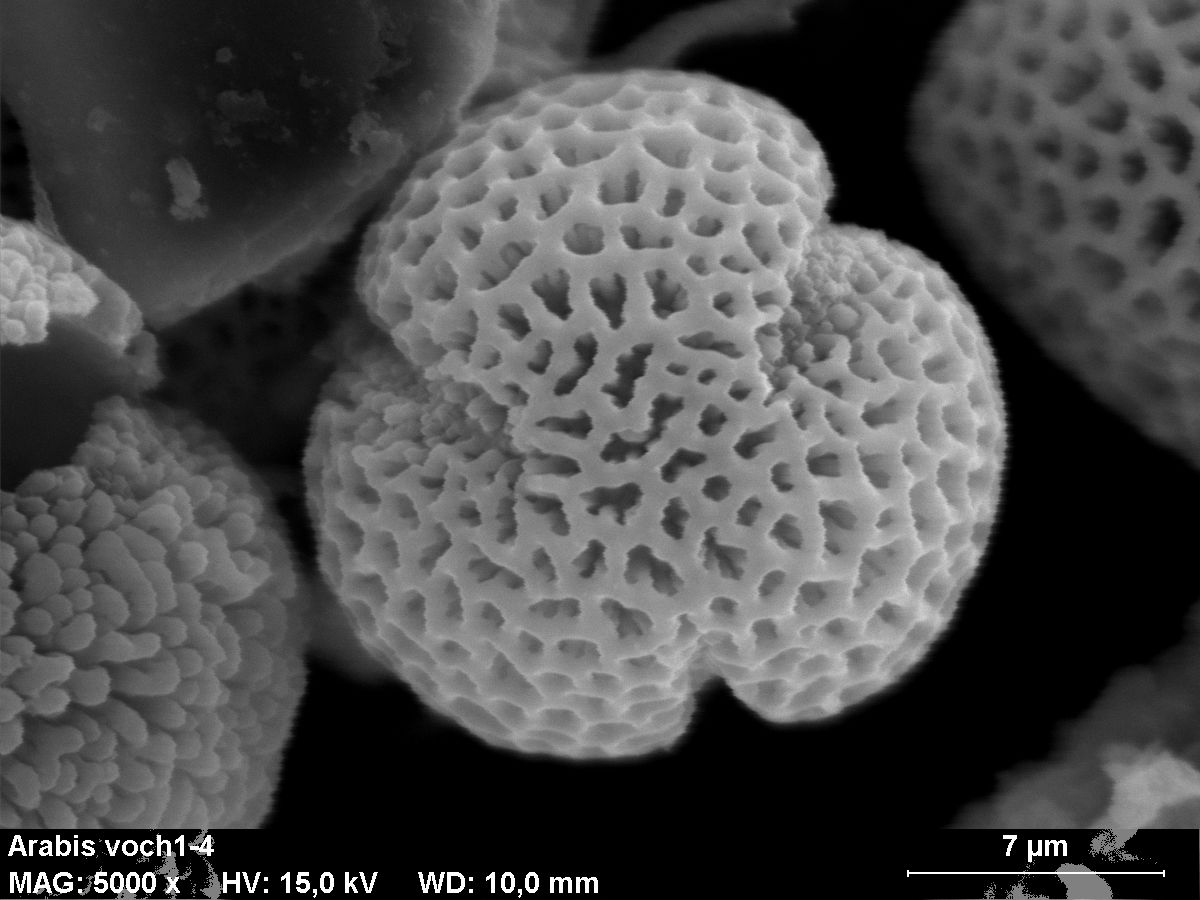
Imagen tomada con microscopio electrónico de barrido de un grano de polen tricolpado en Arabis.

Los granos de polen en las pentapétalas son característicamente tricolpados. Este tipo de grano de polen tiene tres o más poros dentro de surcos que se denominan «colpos». En contraste, la mayoría de las demás espermatófitas —esto es, las gimnospermas, monocotas y paleodicotas— presentan polen monoculcado, con un solo poro situado en una ranura llamada «sulco».
El gineceo de las pentapétalas está compuesto usualmente por cinco carpelos unidos entre sí, aunque son también bastante comunes los gineceos formados por tres carpelos. En los casos en los que el gineceo está compuesto por solo dos carpelos, los mismos se hallan superpuestos. En general, presentan «compitum», una región del estilo donde se unen los canales estilares de los diferentes carpelos en una sola cavidad y en la cual los tubos polínicos pueden cambiar de dirección de crecimiento de un carpelo a otro. Los óvulos son usualmente de placentación axilar. El pistilo, finalmente, remata comúnmente en un estilo y en un estigma que no es decurrente. El fruto es seco y dehiscente, cuando se trata de una cápsula ésta  presenta dehiscencia loculicida. Con respecto a la interacción entre el polen y el pistilo, las pentapétalas presentan un sistema de incompatibilidad gametofítica basada en el sistema de la ARNasa.
Otra característica anatómica de las pentapétalas es la presencia de un meristema apical de la raíz de tipo cerrado. Desde el punto de vista fitoquímico, este grupo de plantas presentan cianogénesis —es decir, biosintetizan glucósidos cianogenéticos que por hidrólisis originan cianuro— a través de la vía metabólica de los aminoácidos ramificados, tales como leucina, isoleucina y valina.

## Diversidad

### Dilleniales

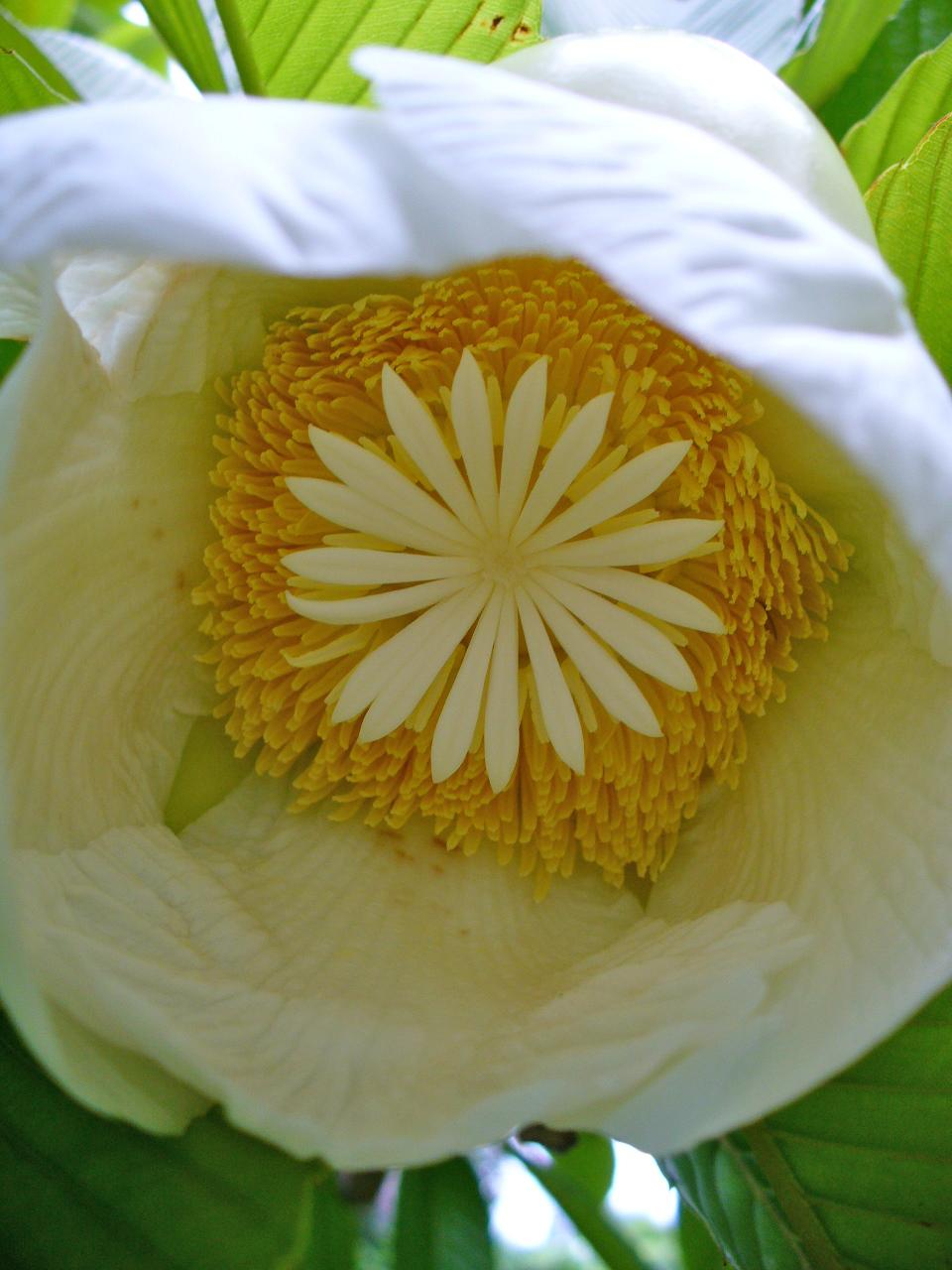
Flor de Dillenia indica.

Las Dilleniales se reconocen por sus hojas con venas secundarias usualmente fuertes y paralelas que van derechas hacia los dientes; siendo común la venación terciaria escalariforme. La lámina foliar es usualmente áspera. Asimismo, las hojas tienden a elongarse cuando todavía están enrolladas. La madera es usualmente de un vivo marrón. Los pedicelos están articulados cerca del ápice y persisten después de que la flor se cae; las flores son usualmente conspicuas, con pétalos arrugados y numerosos estambres que se reflejan en el capullo, normalmente tienen anteras con poros. Los frutos son pequeños folículos que contienen semillas con arilo, el cáliz es persistente, a veces acrescente, y los filamentos también son persistentes.

### Berberidopsidales

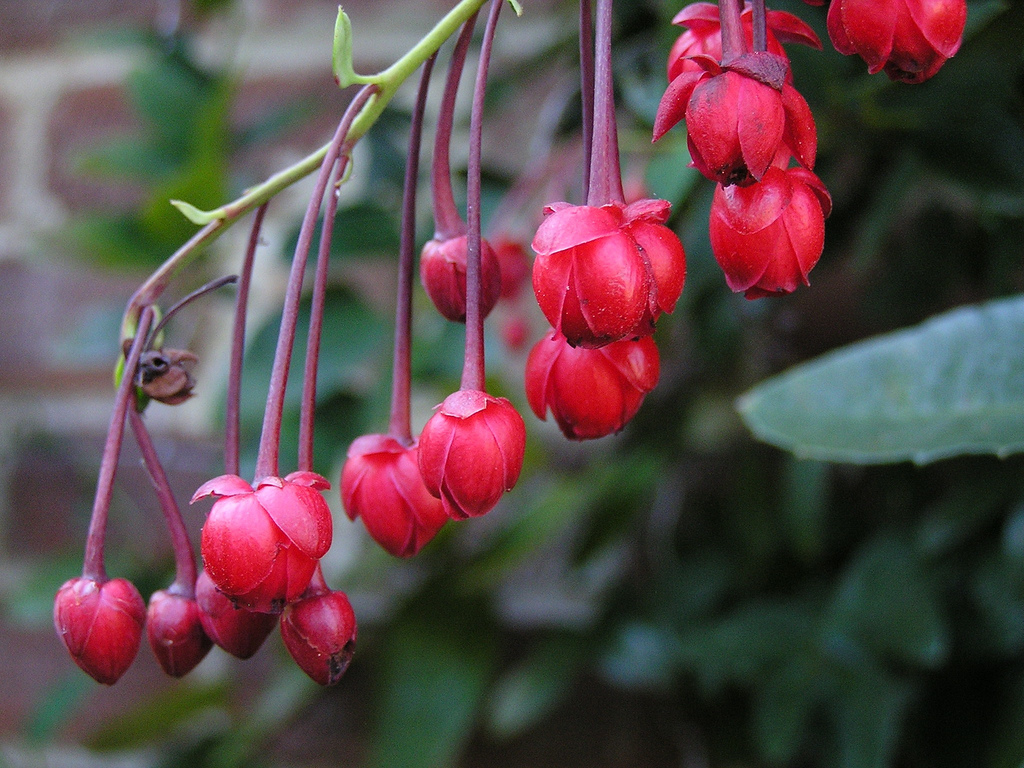
Flores de Berberidopsis corallina.

Berberidopsidales es un orden aceptado formalmente solo en las más recientes clasificaciones filogenéticas de las angiospermas. Comprende dos pequeñas familias, Aextoxicaceae y Berberidopsidaceae, que en conjunto incluyen solamente tres géneros y cuatro especies que se distribuyen en Chile y el este de Australia. Los caracteres distintivos del orden están en gran parte referidos a su anatomía, como por ejemplo, la presencia de cristales —especialmente drusas— en las hojas y en los pecíolos, los haces vasculares del pecíolo forman un anillo y los estomas de la epidermis foliar son de un tipo particular denominado «ciclocítico». El androceo posee estambres con el filamento rígido y las semillas presentan endotesta. 
Las flores de  Berberidopsis corallina no se diferencian en sépalos y pétalos, sino que exhiben una transición gradual de pequeños tépalos externos a tépalos internos más grandes y de colores brillantes. El androceo consta de un anillo de estambres y hay tres carpelos con placentación parietal. Por el contrario, Aextoxicon presenta flores unisexuales y pentámeras. Las flores masculinas tienen un cáliz y una corola bien diferenciados y un androceo haplostémono. Las flores femeninas tienen el mismo tipo de perianto, pero el número de piezas es más variable.
Dadas estas diferencias entre los dos géneros que pertenecen a la misma familia, se ha sugerido que el desarrollo floral de las berberidopsidales es un «enlace» en la evolución de la flor de las gunnéridas, y que la morfología floral de Aextoxicon, con características como el número muy variable de sépalos y los pétalos dispuestas en espiral, también es compatible con esta hipótesis. Sin embargo, la posición de las berberidopsidales en el árbol filogenético no es congruente con la misma.

### Santalales

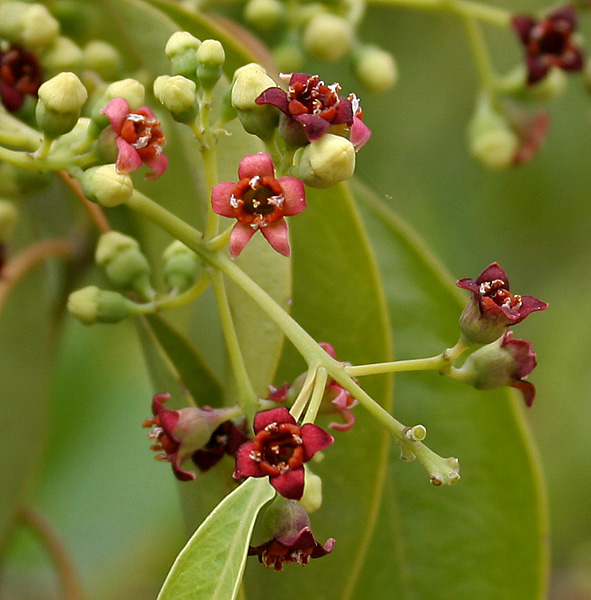
Flores de Santalum album.

El orden Santalales con sus aproximadamente 160 géneros y 2 200 especies distribuidas en todo el mundo, es un grupo monofilético que ha ocupado durante largo tiempo una posición sin resolver en la base las gunnéridas. Recientemente, los estudios filogenéticos basados en datos moleculares del genoma completo del cloroplasto indican una posición de Santalales en la base de la astéridas.  Santalales es ecológicamente diverso e incluye plantas de vida libre, como Erythropalum, así como (hemi)parásitas. Entre estos últimos hay especies que parasitan tallos o vástagos, como los muérdagos del género Misodendrum, y parásitos de la raíz, incluyendo el árbol de sándalo (Santalum album) conocido e importante económicamente ya que su madera aromática es un componente de muchos perfumes. El sistema de clasificación APG III reconoció siete familias en Santalales: Balanophoraceae,  Misodendraceae, Opiliaceae, Schoepfiaceae, Loranthaceae, Santalaceae (incluyendo Viscaceae), y Olacaceae. En 2010, no obstante, nuevos datos moleculares han permitido revisar esa conclusión, por lo que actualmente se reconocen  Aptandraceae, Balanophoraceae, Coulaceae, Erythropalaceae, Loranthaceae, Misodendraceae, Octonemaceae, Olacaceae, Opiliaceae, Santalaceae, Schoepfiaceae, Strombosiaceae y Ximeniaceae.

### Rósidas

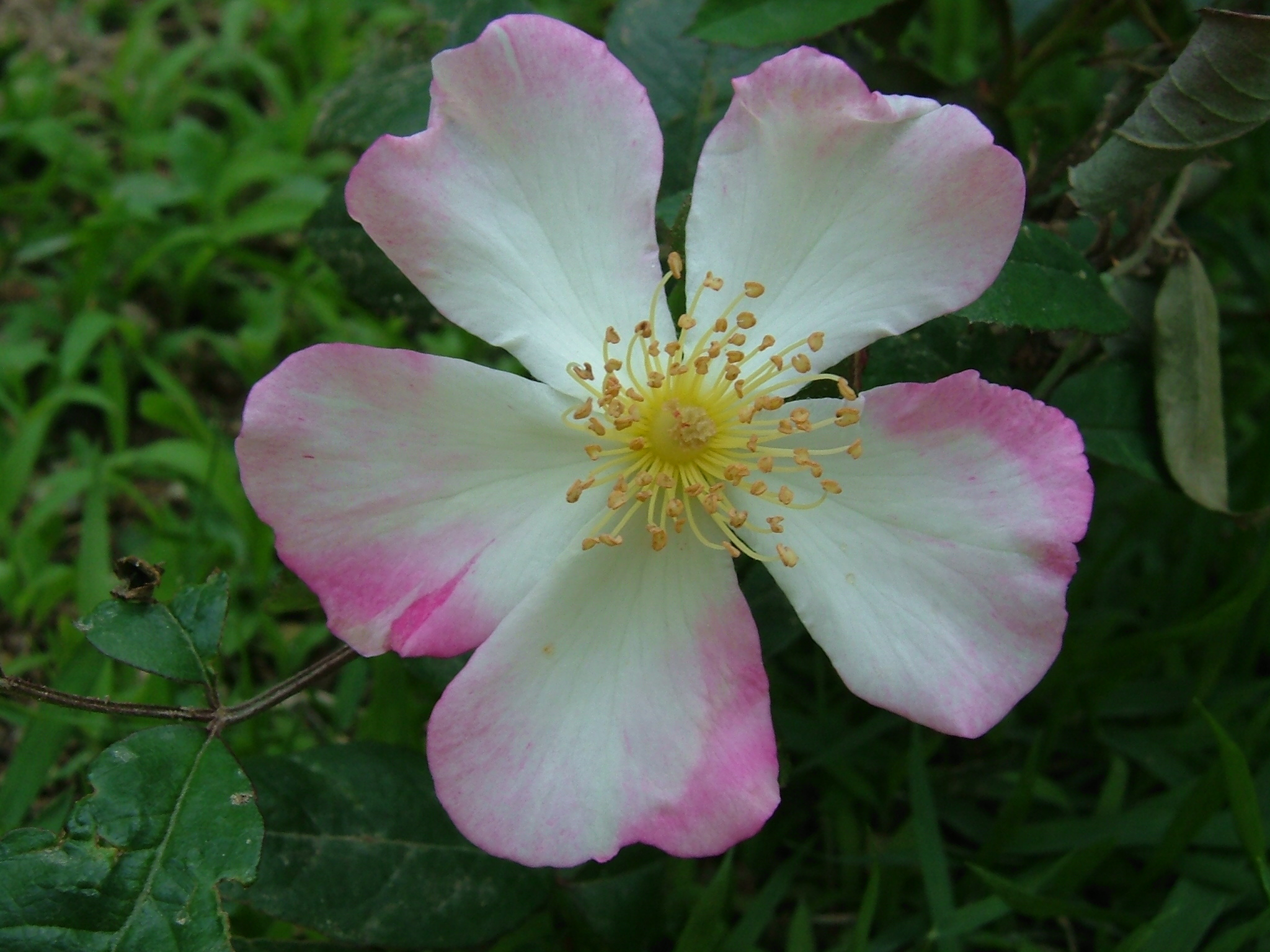
Flor de Rosa uchiyamane.

Las rósidas son un gran grupo de eudicotiledóneas que contiene aproximadamente 70 000 especies, más de la cuarta parte del total de especies de las angiospermas. Se ha subdividido en unos 16 a 20 órdenes, dependiendo de la circunscripción y clasificación que se adopte. Estos órdenes, a su vez, comprenden unas 140 familias. Conjuntamente con las astéridas, constituyen los dos grupos más grandes de eudicotiledóneas.
Las rósidas comparten unas pocas características morfológicas que las distinguen de otros grupos, como la presencia de nectarios en el receptáculo floral, el embrión largo y las distintivas células mucilaginosas. A nivel molecular, las rósidas se caracterizan por la pérdida de la función del gen infA del cloroplasto y por la ausencia del intrón coxII.i3 en la mitocondria.

### Astéridas

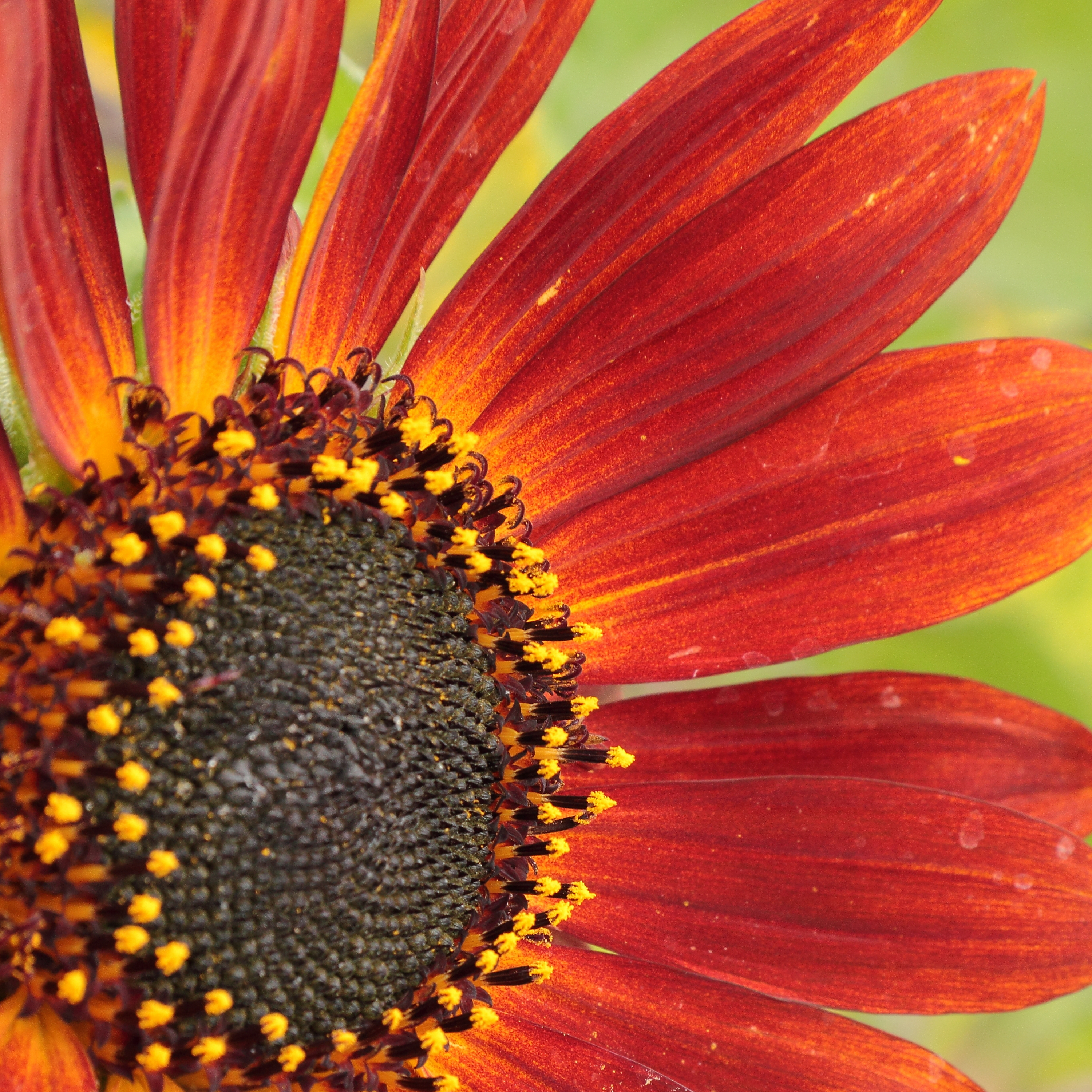
Inflorescencia de una asterácea.

Las astéridas son un gran grupo de eudicotiledóneas que incluye aproximadamente 80 000 especies, agrupadas en 13 órdenes y más de cien familias, y entre la tercera a la cuarta parte del total de especies de las angiospermas. Conjuntamente con las rósidas, constituyen los dos grupos más grandes de eudicotiledóneas. Representan el clado más apotípico —más apartado del tipo original, o como se dice indebidamente, «más evolucionado»— de las angiospermas. El grupo se originó con toda probabilidad iniciado el Cenozoico, hace unos 50 millones de años, y su éxito se relaciona con la coadaptación a insectos polinizadores. Cuatro de las familias más grandes de angiospermas pertenecen a este clado: las asteráceas, las rubiáceas, las lamiáceas y las apocináceas.
Las plantas pertenecientes a este clado se caracterizan por ser herbáceas, con flores hermafroditas, cigomorfas —es decir, que admiten un solo plano de simetría— que son polinizadas por insectos. Además, los estambres se hallan dispuestos en un círculo y los pétalos de la corola están unidos entre sí formando un tubo. El gineceo está formado por dos carpelos soldados. Las flores se organizan a menudo en inflorescencias apretadas, como las espigas de las labiadas y las plantagináceas o los capítulos (cabezuelas) de las compuestas.

## Evolución y filogenia
La edad de este clado se ha estimado en unos 113 a 116 millones de años. Los macrofósiles más antiguos de eudicotas, que lamentablemente no pueden atribuirse a ningún grupo existente, pertenecen al Cretácico-Cenomaniense, apenas 96-94 millones de años.
Los análisis de las secuencias de genomas completos de cloroplastos permitieron a resolver las relaciones existentes entre los principales clados de pentapétalas. Inmediatamente después de separarse de las gunnerales, las pentapétalas divergieron en tres subclados principales: (i) las dileniáceas, (ii) el clado de las «superrósidas» que incluye a las saxifragales, las vitáceas y las rósidas, y (iii) el clado de las «superastéridas» compuesto por las berberidopsidales, las santalales, las cariofilales y las astéridas.  La estrecha relación demostrada a escala molecular entre las saxifragales, las vitáceas y las rósidas es congruente con sus afinidades morfológicas. De hecho, estos clados forman el denominado «núcleo de las rósidas» en los sistemas de clasificación de  Cronquist y de Takhtajan. Todos ellos presentan un androceo con anteras articuladas, hojas con estípulas, el endosperma con  desarrollo de tipo nuclear y una micrópila que se forma a partir del tegumento externo o de ambos tegumentos.
Varias sinapomorfias putativas podrían también caracterizar al clado de las superrósidas. Así, el polen «psilado» o con una estructura granulosa de la exina, la presencia de esclereidas en las hojas, la isomería del androceo y los carpelos fusionados unen a las santalales, las cariofilales y las astéridas. Asimismo, las hojas sin estípulas puede ser otro de los caracteres sinapomórficos, si bien las berberidopsidáceas presentan estípulas y las extoxicáceas carecen de ellas; por lo que el estado ancestral de las berberidopsidales y de las asterideas todavía es poco claro.
La divergencia inicial entre las dineliales, las superrósidas y las superastéridas debe de haber ocurrido muy rápido, dentro de un período de un millón de años luego de la separación inicial de las pentapétalas a partir de las gunnerales. Asimismo, las superrósidas y las superastéridas muestran una divergencia temprana y muy rápida ya que los linajes que condujeron a las vitáceas, las saxifragales y las rósidas surgieron en un período de solo cinco millones de años, al igual que los que llevaron a la aparición de las berberidopsidales, las cariofilales y las astéridas.
El siguiente cladograma que resume las relaciones filogenéticas dentro del clado de las pentapétalas y este clado.
|            | Vitales                                              |
|            |                                                      |
| eurrósidas | \| \| Fabidae \| \| \| \| \| \| Malvidae \| \| \| \| |
|            | \| \| Fabidae \| \| \| \| \| \| Malvidae \| \| \| \| |
|            | Fabidae                                              |
|            |                                                      |
|            | Malvidae                                             |
|            |                                                      |

|  | Fabidae  |
|  |          |
|  | Malvidae |
|  |          |

|            | Vitales                                              |
|            |                                                      |
| eurrósidas | \| \| Fabidae \| \| \| \| \| \| Malvidae \| \| \| \| |
|            | \| \| Fabidae \| \| \| \| \| \| Malvidae \| \| \| \| |
|            | Fabidae                                              |
|            |                                                      |
|            | Malvidae                                             |
|            |                                                      |

|  | Fabidae  |
|  |          |
|  | Malvidae |
|  |          |

|            | Vitales                                              |
|            |                                                      |
| eurrósidas | \| \| Fabidae \| \| \| \| \| \| Malvidae \| \| \| \| |
|            | \| \| Fabidae \| \| \| \| \| \| Malvidae \| \| \| \| |
|            | Fabidae                                              |
|            |                                                      |
|            | Malvidae                                             |
|            |                                                      |

|  | Fabidae  |
|  |          |
|  | Malvidae |
|  |          |

|            | Vitales                                              |
|            |                                                      |
| eurrósidas | \| \| Fabidae \| \| \| \| \| \| Malvidae \| \| \| \| |
|            | \| \| Fabidae \| \| \| \| \| \| Malvidae \| \| \| \| |
|            | Fabidae                                              |
|            |                                                      |
|            | Malvidae                                             |
|            |                                                      |

|  | Fabidae  |
|  |          |
|  | Malvidae |
|  |          |

|  | Berberidopsidales |
|  |                   |
|  | Caryophyllales    |
|  |                   |

|             | Ericales                                                  |
|             |                                                           |
| Gentianidae | \| \| Lamiidae \| \| \| \| \| \| Campanulidae \| \| \| \| |
|             | \| \| Lamiidae \| \| \| \| \| \| Campanulidae \| \| \| \| |
|             | Lamiidae                                                  |
|             |                                                           |
|             | Campanulidae                                              |
|             |                                                           |

|  | Lamiidae     |
|  |              |
|  | Campanulidae |
|  |              |

|             | Ericales                                                  |
|             |                                                           |
| Gentianidae | \| \| Lamiidae \| \| \| \| \| \| Campanulidae \| \| \| \| |
|             | \| \| Lamiidae \| \| \| \| \| \| Campanulidae \| \| \| \| |
|             | Lamiidae                                                  |
|             |                                                           |
|             | Campanulidae                                              |
|             |                                                           |

|  | Lamiidae     |
|  |              |
|  | Campanulidae |
|  |              |

|  | Berberidopsidales |
|  |                   |
|  | Caryophyllales    |
|  |                   |

|             | Ericales                                                  |
|             |                                                           |
| Gentianidae | \| \| Lamiidae \| \| \| \| \| \| Campanulidae \| \| \| \| |
|             | \| \| Lamiidae \| \| \| \| \| \| Campanulidae \| \| \| \| |
|             | Lamiidae                                                  |
|             |                                                           |
|             | Campanulidae                                              |
|             |                                                           |

|  | Lamiidae     |
|  |              |
|  | Campanulidae |
|  |              |

|             | Ericales                                                  |
|             |                                                           |
| Gentianidae | \| \| Lamiidae \| \| \| \| \| \| Campanulidae \| \| \| \| |
|             | \| \| Lamiidae \| \| \| \| \| \| Campanulidae \| \| \| \| |
|             | Lamiidae                                                  |
|             |                                                           |
|             | Campanulidae                                              |
|             |                                                           |

|  | Lamiidae     |
|  |              |
|  | Campanulidae |
|  |              |

|  | Berberidopsidales |
|  |                   |
|  | Caryophyllales    |
|  |                   |

|             | Ericales                                                  |
|             |                                                           |
| Gentianidae | \| \| Lamiidae \| \| \| \| \| \| Campanulidae \| \| \| \| |
|             | \| \| Lamiidae \| \| \| \| \| \| Campanulidae \| \| \| \| |
|             | Lamiidae                                                  |
|             |                                                           |
|             | Campanulidae                                              |
|             |                                                           |

|  | Lamiidae     |
|  |              |
|  | Campanulidae |
|  |              |

|             | Ericales                                                  |
|             |                                                           |
| Gentianidae | \| \| Lamiidae \| \| \| \| \| \| Campanulidae \| \| \| \| |
|             | \| \| Lamiidae \| \| \| \| \| \| Campanulidae \| \| \| \| |
|             | Lamiidae                                                  |
|             |                                                           |
|             | Campanulidae                                              |
|             |                                                           |

|  | Lamiidae     |
|  |              |
|  | Campanulidae |
|  |              |

|  | Berberidopsidales |
|  |                   |
|  | Caryophyllales    |
|  |                   |

|             | Ericales                                                  |
|             |                                                           |
| Gentianidae | \| \| Lamiidae \| \| \| \| \| \| Campanulidae \| \| \| \| |
|             | \| \| Lamiidae \| \| \| \| \| \| Campanulidae \| \| \| \| |
|             | Lamiidae                                                  |
|             |                                                           |
|             | Campanulidae                                              |
|             |                                                           |

|  | Lamiidae     |
|  |              |
|  | Campanulidae |
|  |              |

|             | Ericales                                                  |
|             |                                                           |
| Gentianidae | \| \| Lamiidae \| \| \| \| \| \| Campanulidae \| \| \| \| |
|             | \| \| Lamiidae \| \| \| \| \| \| Campanulidae \| \| \| \| |
|             | Lamiidae                                                  |
|             |                                                           |
|             | Campanulidae                                              |
|             |                                                           |

|  | Lamiidae     |
|  |              |
|  | Campanulidae |
|  |              |

|            | Vitales                                              |
|            |                                                      |
| eurrósidas | \| \| Fabidae \| \| \| \| \| \| Malvidae \| \| \| \| |
|            | \| \| Fabidae \| \| \| \| \| \| Malvidae \| \| \| \| |
|            | Fabidae                                              |
|            |                                                      |
|            | Malvidae                                             |
|            |                                                      |

|  | Fabidae  |
|  |          |
|  | Malvidae |
|  |          |

|            | Vitales                                              |
|            |                                                      |
| eurrósidas | \| \| Fabidae \| \| \| \| \| \| Malvidae \| \| \| \| |
|            | \| \| Fabidae \| \| \| \| \| \| Malvidae \| \| \| \| |
|            | Fabidae                                              |
|            |                                                      |
|            | Malvidae                                             |
|            |                                                      |

|  | Fabidae  |
|  |          |
|  | Malvidae |
|  |          |

|            | Vitales                                              |
|            |                                                      |
| eurrósidas | \| \| Fabidae \| \| \| \| \| \| Malvidae \| \| \| \| |
|            | \| \| Fabidae \| \| \| \| \| \| Malvidae \| \| \| \| |
|            | Fabidae                                              |
|            |                                                      |
|            | Malvidae                                             |
|            |                                                      |

|  | Fabidae  |
|  |          |
|  | Malvidae |
|  |          |

|            | Vitales                                              |
|            |                                                      |
| eurrósidas | \| \| Fabidae \| \| \| \| \| \| Malvidae \| \| \| \| |
|            | \| \| Fabidae \| \| \| \| \| \| Malvidae \| \| \| \| |
|            | Fabidae                                              |
|            |                                                      |
|            | Malvidae                                             |
|            |                                                      |

|  | Fabidae  |
|  |          |
|  | Malvidae |
|  |          |

|  | Berberidopsidales |
|  |                   |
|  | Caryophyllales    |
|  |                   |

|             | Ericales                                                  |
|             |                                                           |
| Gentianidae | \| \| Lamiidae \| \| \| \| \| \| Campanulidae \| \| \| \| |
|             | \| \| Lamiidae \| \| \| \| \| \| Campanulidae \| \| \| \| |
|             | Lamiidae                                                  |
|             |                                                           |
|             | Campanulidae                                              |
|             |                                                           |

|  | Lamiidae     |
|  |              |
|  | Campanulidae |
|  |              |

|             | Ericales                                                  |
|             |                                                           |
| Gentianidae | \| \| Lamiidae \| \| \| \| \| \| Campanulidae \| \| \| \| |
|             | \| \| Lamiidae \| \| \| \| \| \| Campanulidae \| \| \| \| |
|             | Lamiidae                                                  |
|             |                                                           |
|             | Campanulidae                                              |
|             |                                                           |

|  | Lamiidae     |
|  |              |
|  | Campanulidae |
|  |              |

|  | Berberidopsidales |
|  |                   |
|  | Caryophyllales    |
|  |                   |

|             | Ericales                                                  |
|             |                                                           |
| Gentianidae | \| \| Lamiidae \| \| \| \| \| \| Campanulidae \| \| \| \| |
|             | \| \| Lamiidae \| \| \| \| \| \| Campanulidae \| \| \| \| |
|             | Lamiidae                                                  |
|             |                                                           |
|             | Campanulidae                                              |
|             |                                                           |

|  | Lamiidae     |
|  |              |
|  | Campanulidae |
|  |              |

|             | Ericales                                                  |
|             |                                                           |
| Gentianidae | \| \| Lamiidae \| \| \| \| \| \| Campanulidae \| \| \| \| |
|             | \| \| Lamiidae \| \| \| \| \| \| Campanulidae \| \| \| \| |
|             | Lamiidae                                                  |
|             |                                                           |
|             | Campanulidae                                              |
|             |                                                           |

|  | Lamiidae     |
|  |              |
|  | Campanulidae |
|  |              |

|  | Berberidopsidales |
|  |                   |
|  | Caryophyllales    |
|  |                   |

|             | Ericales                                                  |
|             |                                                           |
| Gentianidae | \| \| Lamiidae \| \| \| \| \| \| Campanulidae \| \| \| \| |
|             | \| \| Lamiidae \| \| \| \| \| \| Campanulidae \| \| \| \| |
|             | Lamiidae                                                  |
|             |                                                           |
|             | Campanulidae                                              |
|             |                                                           |

|  | Lamiidae     |
|  |              |
|  | Campanulidae |
|  |              |

|             | Ericales                                                  |
|             |                                                           |
| Gentianidae | \| \| Lamiidae \| \| \| \| \| \| Campanulidae \| \| \| \| |
|             | \| \| Lamiidae \| \| \| \| \| \| Campanulidae \| \| \| \| |
|             | Lamiidae                                                  |
|             |                                                           |
|             | Campanulidae                                              |
|             |                                                           |

|  | Lamiidae     |
|  |              |
|  | Campanulidae |
|  |              |

|  | Berberidopsidales |
|  |                   |
|  | Caryophyllales    |
|  |                   |

|             | Ericales                                                  |
|             |                                                           |
| Gentianidae | \| \| Lamiidae \| \| \| \| \| \| Campanulidae \| \| \| \| |
|             | \| \| Lamiidae \| \| \| \| \| \| Campanulidae \| \| \| \| |
|             | Lamiidae                                                  |
|             |                                                           |
|             | Campanulidae                                              |
|             |                                                           |

|  | Lamiidae     |
|  |              |
|  | Campanulidae |
|  |              |

|             | Ericales                                                  |
|             |                                                           |
| Gentianidae | \| \| Lamiidae \| \| \| \| \| \| Campanulidae \| \| \| \| |
|             | \| \| Lamiidae \| \| \| \| \| \| Campanulidae \| \| \| \| |
|             | Lamiidae                                                  |
|             |                                                           |
|             | Campanulidae                                              |
|             |                                                           |

|  | Lamiidae     |
|  |              |
|  | Campanulidae |
|  |              |

|            | Vitales                                              |
|            |                                                      |
| eurrósidas | \| \| Fabidae \| \| \| \| \| \| Malvidae \| \| \| \| |
|            | \| \| Fabidae \| \| \| \| \| \| Malvidae \| \| \| \| |
|            | Fabidae                                              |
|            |                                                      |
|            | Malvidae                                             |
|            |                                                      |

|  | Fabidae  |
|  |          |
|  | Malvidae |
|  |          |

|            | Vitales                                              |
|            |                                                      |
| eurrósidas | \| \| Fabidae \| \| \| \| \| \| Malvidae \| \| \| \| |
|            | \| \| Fabidae \| \| \| \| \| \| Malvidae \| \| \| \| |
|            | Fabidae                                              |
|            |                                                      |
|            | Malvidae                                             |
|            |                                                      |

|  | Fabidae  |
|  |          |
|  | Malvidae |
|  |          |

|            | Vitales                                              |
|            |                                                      |
| eurrósidas | \| \| Fabidae \| \| \| \| \| \| Malvidae \| \| \| \| |
|            | \| \| Fabidae \| \| \| \| \| \| Malvidae \| \| \| \| |
|            | Fabidae                                              |
|            |                                                      |
|            | Malvidae                                             |
|            |                                                      |

|  | Fabidae  |
|  |          |
|  | Malvidae |
|  |          |

|            | Vitales                                              |
|            |                                                      |
| eurrósidas | \| \| Fabidae \| \| \| \| \| \| Malvidae \| \| \| \| |
|            | \| \| Fabidae \| \| \| \| \| \| Malvidae \| \| \| \| |
|            | Fabidae                                              |
|            |                                                      |
|            | Malvidae                                             |
|            |                                                      |

|  | Fabidae  |
|  |          |
|  | Malvidae |
|  |          |

|  | Berberidopsidales |
|  |                   |
|  | Caryophyllales    |
|  |                   |

|             | Ericales                                                  |
|             |                                                           |
| Gentianidae | \| \| Lamiidae \| \| \| \| \| \| Campanulidae \| \| \| \| |
|             | \| \| Lamiidae \| \| \| \| \| \| Campanulidae \| \| \| \| |
|             | Lamiidae                                                  |
|             |                                                           |
|             | Campanulidae                                              |
|             |                                                           |

|  | Lamiidae     |
|  |              |
|  | Campanulidae |
|  |              |

|             | Ericales                                                  |
|             |                                                           |
| Gentianidae | \| \| Lamiidae \| \| \| \| \| \| Campanulidae \| \| \| \| |
|             | \| \| Lamiidae \| \| \| \| \| \| Campanulidae \| \| \| \| |
|             | Lamiidae                                                  |
|             |                                                           |
|             | Campanulidae                                              |
|             |                                                           |

|  | Lamiidae     |
|  |              |
|  | Campanulidae |
|  |              |

|  | Berberidopsidales |
|  |                   |
|  | Caryophyllales    |
|  |                   |

|             | Ericales                                                  |
|             |                                                           |
| Gentianidae | \| \| Lamiidae \| \| \| \| \| \| Campanulidae \| \| \| \| |
|             | \| \| Lamiidae \| \| \| \| \| \| Campanulidae \| \| \| \| |
|             | Lamiidae                                                  |
|             |                                                           |
|             | Campanulidae                                              |
|             |                                                           |

|  | Lamiidae     |
|  |              |
|  | Campanulidae |
|  |              |

|             | Ericales                                                  |
|             |                                                           |
| Gentianidae | \| \| Lamiidae \| \| \| \| \| \| Campanulidae \| \| \| \| |
|             | \| \| Lamiidae \| \| \| \| \| \| Campanulidae \| \| \| \| |
|             | Lamiidae                                                  |
|             |                                                           |
|             | Campanulidae                                              |
|             |                                                           |

|  | Lamiidae     |
|  |              |
|  | Campanulidae |
|  |              |

|  | Berberidopsidales |
|  |                   |
|  | Caryophyllales    |
|  |                   |

|             | Ericales                                                  |
|             |                                                           |
| Gentianidae | \| \| Lamiidae \| \| \| \| \| \| Campanulidae \| \| \| \| |
|             | \| \| Lamiidae \| \| \| \| \| \| Campanulidae \| \| \| \| |
|             | Lamiidae                                                  |
|             |                                                           |
|             | Campanulidae                                              |
|             |                                                           |

|  | Lamiidae     |
|  |              |
|  | Campanulidae |
|  |              |

|             | Ericales                                                  |
|             |                                                           |
| Gentianidae | \| \| Lamiidae \| \| \| \| \| \| Campanulidae \| \| \| \| |
|             | \| \| Lamiidae \| \| \| \| \| \| Campanulidae \| \| \| \| |
|             | Lamiidae                                                  |
|             |                                                           |
|             | Campanulidae                                              |
|             |                                                           |

|  | Lamiidae     |
|  |              |
|  | Campanulidae |
|  |              |

|  | Berberidopsidales |
|  |                   |
|  | Caryophyllales    |
|  |                   |

|             | Ericales                                                  |
|             |                                                           |
| Gentianidae | \| \| Lamiidae \| \| \| \| \| \| Campanulidae \| \| \| \| |
|             | \| \| Lamiidae \| \| \| \| \| \| Campanulidae \| \| \| \| |
|             | Lamiidae                                                  |
|             |                                                           |
|             | Campanulidae                                              |
|             |                                                           |

|  | Lamiidae     |
|  |              |
|  | Campanulidae |
|  |              |

|             | Ericales                                                  |
|             |                                                           |
| Gentianidae | \| \| Lamiidae \| \| \| \| \| \| Campanulidae \| \| \| \| |
|             | \| \| Lamiidae \| \| \| \| \| \| Campanulidae \| \| \| \| |
|             | Lamiidae                                                  |
|             |                                                           |
|             | Campanulidae                                              |
|             |                                                           |

|  | Lamiidae     |
|  |              |
|  | Campanulidae |
|  |              |

|            | Vitales                                              |
|            |                                                      |
| eurrósidas | \| \| Fabidae \| \| \| \| \| \| Malvidae \| \| \| \| |
|            | \| \| Fabidae \| \| \| \| \| \| Malvidae \| \| \| \| |
|            | Fabidae                                              |
|            |                                                      |
|            | Malvidae                                             |
|            |                                                      |

|  | Fabidae  |
|  |          |
|  | Malvidae |
|  |          |

|            | Vitales                                              |
|            |                                                      |
| eurrósidas | \| \| Fabidae \| \| \| \| \| \| Malvidae \| \| \| \| |
|            | \| \| Fabidae \| \| \| \| \| \| Malvidae \| \| \| \| |
|            | Fabidae                                              |
|            |                                                      |
|            | Malvidae                                             |
|            |                                                      |

|  | Fabidae  |
|  |          |
|  | Malvidae |
|  |          |

|            | Vitales                                              |
|            |                                                      |
| eurrósidas | \| \| Fabidae \| \| \| \| \| \| Malvidae \| \| \| \| |
|            | \| \| Fabidae \| \| \| \| \| \| Malvidae \| \| \| \| |
|            | Fabidae                                              |
|            |                                                      |
|            | Malvidae                                             |
|            |                                                      |

|  | Fabidae  |
|  |          |
|  | Malvidae |
|  |          |

|            | Vitales                                              |
|            |                                                      |
| eurrósidas | \| \| Fabidae \| \| \| \| \| \| Malvidae \| \| \| \| |
|            | \| \| Fabidae \| \| \| \| \| \| Malvidae \| \| \| \| |
|            | Fabidae                                              |
|            |                                                      |
|            | Malvidae                                             |
|            |                                                      |

|  | Fabidae  |
|  |          |
|  | Malvidae |
|  |          |

|  | Berberidopsidales |
|  |                   |
|  | Caryophyllales    |
|  |                   |

|             | Ericales                                                  |
|             |                                                           |
| Gentianidae | \| \| Lamiidae \| \| \| \| \| \| Campanulidae \| \| \| \| |
|             | \| \| Lamiidae \| \| \| \| \| \| Campanulidae \| \| \| \| |
|             | Lamiidae                                                  |
|             |                                                           |
|             | Campanulidae                                              |
|             |                                                           |

|  | Lamiidae     |
|  |              |
|  | Campanulidae |
|  |              |

|             | Ericales                                                  |
|             |                                                           |
| Gentianidae | \| \| Lamiidae \| \| \| \| \| \| Campanulidae \| \| \| \| |
|             | \| \| Lamiidae \| \| \| \| \| \| Campanulidae \| \| \| \| |
|             | Lamiidae                                                  |
|             |                                                           |
|             | Campanulidae                                              |
|             |                                                           |

|  | Lamiidae     |
|  |              |
|  | Campanulidae |
|  |              |

|  | Berberidopsidales |
|  |                   |
|  | Caryophyllales    |
|  |                   |

|             | Ericales                                                  |
|             |                                                           |
| Gentianidae | \| \| Lamiidae \| \| \| \| \| \| Campanulidae \| \| \| \| |
|             | \| \| Lamiidae \| \| \| \| \| \| Campanulidae \| \| \| \| |
|             | Lamiidae                                                  |
|             |                                                           |
|             | Campanulidae                                              |
|             |                                                           |

|  | Lamiidae     |
|  |              |
|  | Campanulidae |
|  |              |

|             | Ericales                                                  |
|             |                                                           |
| Gentianidae | \| \| Lamiidae \| \| \| \| \| \| Campanulidae \| \| \| \| |
|             | \| \| Lamiidae \| \| \| \| \| \| Campanulidae \| \| \| \| |
|             | Lamiidae                                                  |
|             |                                                           |
|             | Campanulidae                                              |
|             |                                                           |

|  | Lamiidae     |
|  |              |
|  | Campanulidae |
|  |              |

|  | Berberidopsidales |
|  |                   |
|  | Caryophyllales    |
|  |                   |

|             | Ericales                                                  |
|             |                                                           |
| Gentianidae | \| \| Lamiidae \| \| \| \| \| \| Campanulidae \| \| \| \| |
|             | \| \| Lamiidae \| \| \| \| \| \| Campanulidae \| \| \| \| |
|             | Lamiidae                                                  |
|             |                                                           |
|             | Campanulidae                                              |
|             |                                                           |

|  | Lamiidae     |
|  |              |
|  | Campanulidae |
|  |              |

|             | Ericales                                                  |
|             |                                                           |
| Gentianidae | \| \| Lamiidae \| \| \| \| \| \| Campanulidae \| \| \| \| |
|             | \| \| Lamiidae \| \| \| \| \| \| Campanulidae \| \| \| \| |
|             | Lamiidae                                                  |
|             |                                                           |
|             | Campanulidae                                              |
|             |                                                           |

|  | Lamiidae     |
|  |              |
|  | Campanulidae |
|  |              |

|  | Berberidopsidales |
|  |                   |
|  | Caryophyllales    |
|  |                   |

|             | Ericales                                                  |
|             |                                                           |
| Gentianidae | \| \| Lamiidae \| \| \| \| \| \| Campanulidae \| \| \| \| |
|             | \| \| Lamiidae \| \| \| \| \| \| Campanulidae \| \| \| \| |
|             | Lamiidae                                                  |
|             |                                                           |
|             | Campanulidae                                              |
|             |                                                           |

|  | Lamiidae     |
|  |              |
|  | Campanulidae |
|  |              |

|             | Ericales                                                  |
|             |                                                           |
| Gentianidae | \| \| Lamiidae \| \| \| \| \| \| Campanulidae \| \| \| \| |
|             | \| \| Lamiidae \| \| \| \| \| \| Campanulidae \| \| \| \| |
|             | Lamiidae                                                  |
|             |                                                           |
|             | Campanulidae                                              |
|             |                                                           |

|  | Lamiidae     |
|  |              |
|  | Campanulidae |
|  |              |

Los nombres lamíidas (para euastéridas I) y campanúlidas (para euastéridas II) fueron sugeridos por Bremer et al. (2002) y posteriormente se sugirió fábidas (para eurrósidas I) y málvidas (para eurrósidas II).